# Byers Lake
Pour les articles homonymes, voir Byers.
Byers Lake est un petit lac d'Alaska aux États-Unis, situé à 45 kilomètres au nord de Talkeetna, accessible depuis la George Parks Highway, inclus dans le parc d'État Denali. Son nom lui vient d'un pêcheur que Donald Sheldon, pilote de brousse, a souvent conduit sur ses rives.
Ce lac est une zone de loisirs, avec camping, ravitaillement en carburant, pontons d'accostage, et autres commodités touristiques.
Il héberge une importante population de truites et de saumons. Les ours n'y sont pas rares, ainsi que les cygnes trompette et les plongeons huard.